# Сенница слепая
Сенница слепая (лат. Lyela myops) — вид дневных бабочек из семейства Бархатницы.

## Этимология латинского названия
Myops (с латинского) — слепой.

## Описание
Длина переднего крыла бабочки 15—19,5 мм. Крылья темно-бурого цвета. Переднее крыло с обширным красным полем. Нижняя сторона заднего крыло имеет черно-серый рисунок. На переднем крыле у основания вздуты три жилки. Половой диморфизм слабо выражен.

## Ареал
Восток Атырауской области и полуостров Мангышлак в Западном Казахстане. Центральный, Южный и Восточный Казахстан, Кыргызстан, хребты Бабатаг и Кугитангтау в Южном Узбекистане и Копетдаг Туркменистане, Таджикистан, Северный Иран и Афганистан.
Встречается на меловых плато среди различных злаков (мятлик, ковыль, пырейник и др.), остепненных известняковых обнажениях, на западных и южных экспозициях меловых склонов до высоты 250 метров над уровнем моря.

## Биология
Развивается в одном поколении за год. Время лёта с конца апреля по середину мая. Бабочки активны в среднем с 11 часов утра, в остальное время сидят среди злаковых зарослей на мелу, изредка — на веточках злаков. На цветах бабочки не наблюдаются.
Кормовые растения гусениц не известны.